# Stiropius femoralis
Stiropius femoralis är en stekelart som beskrevs av Van Achterberg 1995. Stiropius femoralis ingår i släktet Stiropius och familjen bracksteklar. Inga underarter finns listade i Catalogue of Life.